# Православ'я Тевахедо
Православ'я Тевахедо — загальна та історична назва орієнтальної православної церкви в колишній Ефіопській імперії, яка пізніше стане Ефіопською православною церквою Тевахедо, Еритрейською православною церквою Тевахедо та найбільш домінуючими християнськими конфесіями в державах-спадкоємцях Ефіопії та Еритреї відповідно.
До 1959 року православні церкви Тевахеде були адміністративно частиною Коптської православної церкви Александрії. Того року православна церква Тевахедо отримала автокефалію і власного патріарха папою Олександрієм Кирилом VI.
Після незалежности Еритреї від Ефіопії в 1993 р. Еритрейська православна церква Тевахедо стала автокефалією від Папою Александрійським Шенудою III і офіційно відокремлена від тієї, яка в даний час називається Ефіопською православною церквою Тевехедо.

## Назва
Тавахедо (геез ተዋሕዶ täwaḥədo) — ґеезьке слово, що означає «бути єдиним» або «об'єднаним». Це слово стосується східної православної віри в єдину єдину природу Христа ; тобто віра в те, що повне, природне поєднання Божественної і Людської Природ в Одне є само собою зрозумілим для того, щоб здійснити божественне спасіння людства. Це на відміну від вірування «двох натур Христа» (незмішаної, але нероздільної Божественної та Людської природи, званої іпостасною єдністю), яку дотримуються Католицька Церква та Східна Православна Церква. Відповідно до статті Католицької енциклопедії про Генотикон близько 500 єпископів Александрійського, Антіохійського та Єрусалимського патріархатів відмовились прийняти доктрину «двох натур», визначену Халкедонським Собором в 451 році, тим самим відокремившись від основного органу. християнської церкви того часу, яка згодом сама розпадеться на дві групи (східно-православну та католицьку) у східно-західному схизмі 1054 р., хоча ця пізніша подія стосувалася не христологічних поглядів.
Східне православ'я складається з коптської православної церкви в Александрії, Вірменської апостольської церкви, Сирійської православної церкви, Маланкарської православної сирійської церкви, Ефіопської православної церкви Тевахедо та Еритрейської православної церкви Тевахедо. Він відомий як " нехалкедонський ", а іноді сторонніми людьми називається " монофізит " (мається на увазі «Єдина природа», натякаючи на Ісуса Христа). Однак ці Церкви самі описують свою христологію як міафізит (мається на увазі «єдина природа» стосовно Ісуса, грецького еквівалента «Тевахедо»).

## Витоки
Православні церкви Тевахедо стверджують, що своє походження від царського чиновника охрестив Філіп Євангеліст (не плутати з Філіпом Апостолом), одним із семи дияконів: Цей уривок продовжується описом того, як Філіп допоміг ефіопському скарбнику зрозуміти уривок Ісаї, який читав ефіоп. Після того, як ефіоп отримав пояснення уривку, він попросив Філіпа охрестити його, і Філіп зробив це. Ефіопська версія цього вірша читає «Hendeke» (ህንደኬ); Королева Герсамот Хендеке VII була королевою Ефіопії з бл. З 42 по 52.

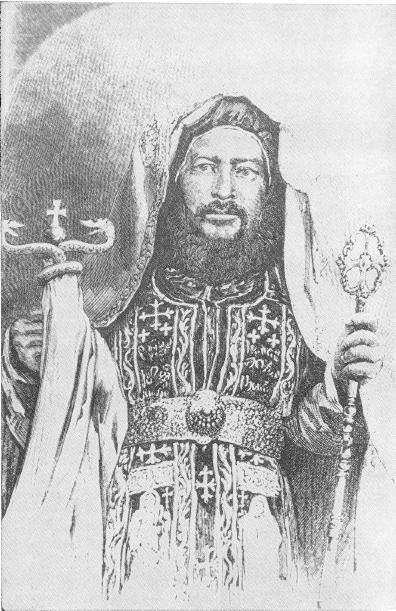
Гравюра Абуни Салами III від Генрі Штерна, Блукання серед Фалаші.

Православне християнство стало державною релігією Королівства Аксум протягом IV століття нашої ери за часів Езани Аксумської, завдяки зусиллям сирійського грека на ім'я Фруменцій, відомого послідовникам церков як Абуне Селама, Кесате Бірхан "Батько миру, викривач Світло ". У юності Фруменцій зазнав корабельної аварії разом зі своїм братом Едесієм на узбережжі Еритреї. Братів вдалося привести до царського двору, де вони піднялись на позиції впливу і навернули імператора Езану в християнство, викликавши його хрещення. Езана відправила Фруменція до Александрії, щоб попросити Александрійського патріарха Олександра Атанасія призначити єпископа в Ефіопії Атанасія Александрійського. Атанасій призначив самого Фруменція, який повернувся до Ефіопії єпископом з ім'ям «Абуне Селама».
Відтоді, до 1959 року, коптський православний папа Александрійський, будучи патріархом всієї Африки, завжди називався Абуною (архієпископом) Ефіопської православної церкви.

### Середньовіччя
Союз з коптською церквою тривав і після завоювання Єгиптом арабських країн. У дванадцятому столітті Абу аль-Макарім зазначає, що патріарх завжди двічі на рік надсилав листи царям Абіссінії (Ефіопії) та Нубії, поки аль-Хакім бі-Амр Аллах з халіфату Фатімідів не припиняв цю практику. Патріарх Александрійський Кирило II, 67-й патріарх, направив Севера єпископом із наказом знищити багатоженство і забезпечити дотримання канонічного посвячення для всіх церков. Ці приклади показують тісні стосунки двох церков, одночасних із Середньовіччям.
У 1439 р., за правління Зари Якоб, релігійна дискусія між Абвою Гіоргісом та французьким відвідувачем призвела до відправлення посольства з Ефіопії до Ватикану.

### Єзуїти
Період впливу єзуїтів, який розірвав зв'язок з Єгиптом, розпочав новий розділ в історії Церкви. Ініціативу в католицьких місіях в Ефіопію взяв не Рим, а Португальське королівство, як випадок у боротьбі з мусульманськими державами Османської імперії та Адальським султанатом за командування торговим шляхом до Індії Червоними Море.
У 1507 р. вірменин Матеус був посланий ефіопським посланцем до Португалії просити допомоги проти Адальського султанату. У 1520 р. В Ефіопії висадилося посольство під керівництвом дому Родріго де Ліма (на той час Адаль був ремобілізований під керівництвом Ахмада ібн Ібрагіма аль-Газі). Цікаву розповідь про португальську місію, яка тривала кілька років, написав капелан Франциско Альварес.
Пізніше Ігнатій Лойола хотів взяти на себе навернення, але йому було заборонено. Натомість папа послав Жуана Нуньєса Баррето як патріарха Східної Індії, а Андреса де Ов'єдо — єпископом; а з Гоа посланці вирушили до Ефіопії, а за ним і сам Ов'єдо, щоб забезпечити прихильність короля до Риму. Після багаторазових невдач певний мір успіху був досягнутий за імператора Сусеньйоса I, але лише в 1624 році імператор зробив офіційне підпорядкування папі. Сусеньйос зробив католицизм державною релігією, але його піддані та влада Ефіопської православної церкви чинили значний опір, і врешті-решт у 1632 році йому довелося зректися престолу на користь свого сина Фасіліда, який негайно відновив державну релігію до ефіопського православного християнства. Потім він вигнав єзуїтів у 1633 році, а в 1665 році Фазілід наказав спалити всі книги єзуїтів («Книги білих»).

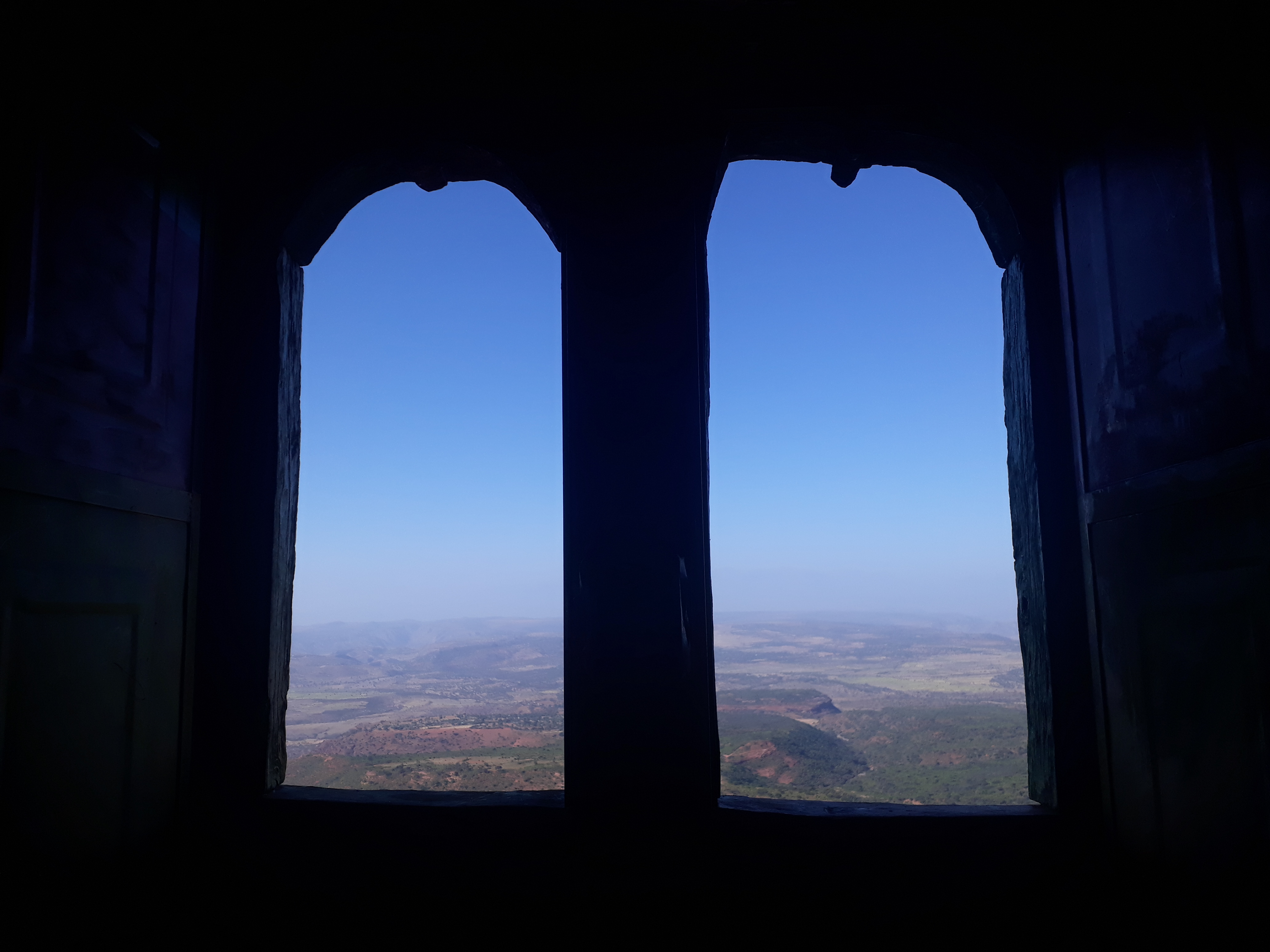
Вікно Дебри Sema ' рок церкви в Тігре

## Колоніальні роки
У 1920-х роках італійська колоніальна держава в Еритреї розпочала перші спроби створити окрему еритрейську православну церкву Тевахедо. До того часу православна церква в Еритреї була практично частиною Ефіопської церкви, маючи міцний зв'язок з Аксумом в провінції Тиграй як традиційним центром церковної структури. Однак це суперечило інтересам колонізатора: Еритрея як окрема колонія повинна була мати церкву, незалежну від впливу сусідів, щоб повністю інтегруватися в колоніальну систему. Окрема еритрейська церква була недовгою. Коли він все ще не був повністю встановлений, італійці вторглися в Ефіопію в 1935 році, а потім сформували єдину територію під назвою Італійська Східна Африка, що охоплювала Еритрею, Ефіопію та італійські Сомалі. Еритрея була об'єднана з північною ефіопською провінцією Тиграй, і обидві Церкви об'єднані. Це об'єднання залишалося чинним навіть після поразки італійців та втрати ними всієї території в 1941 році.
Ефіопській православній церкві Тевахедо було надано автокефалію від коптської церкви папою Йосифом II Александрійським, главою коптської православної церкви Флександрії в 1950 році. У той час Еритрея була окремою колоніальною територією під британською адміністрацією, але тим не менше, Церква в Еритреї просто була розділена Ефіопською церквою, оскільки британці не мали інтересу сильно відокремлювати Еритрейське нагір'я від Ефіопського нагір'я, що відповідало їх політика об'єднання нагір'я (з можливістю відокремлення мусульманської низовини Еритреї та включення їх до складу англо-єгипетського Судану).

## Відмінні риси, спільні для обох

### Біблійний канон

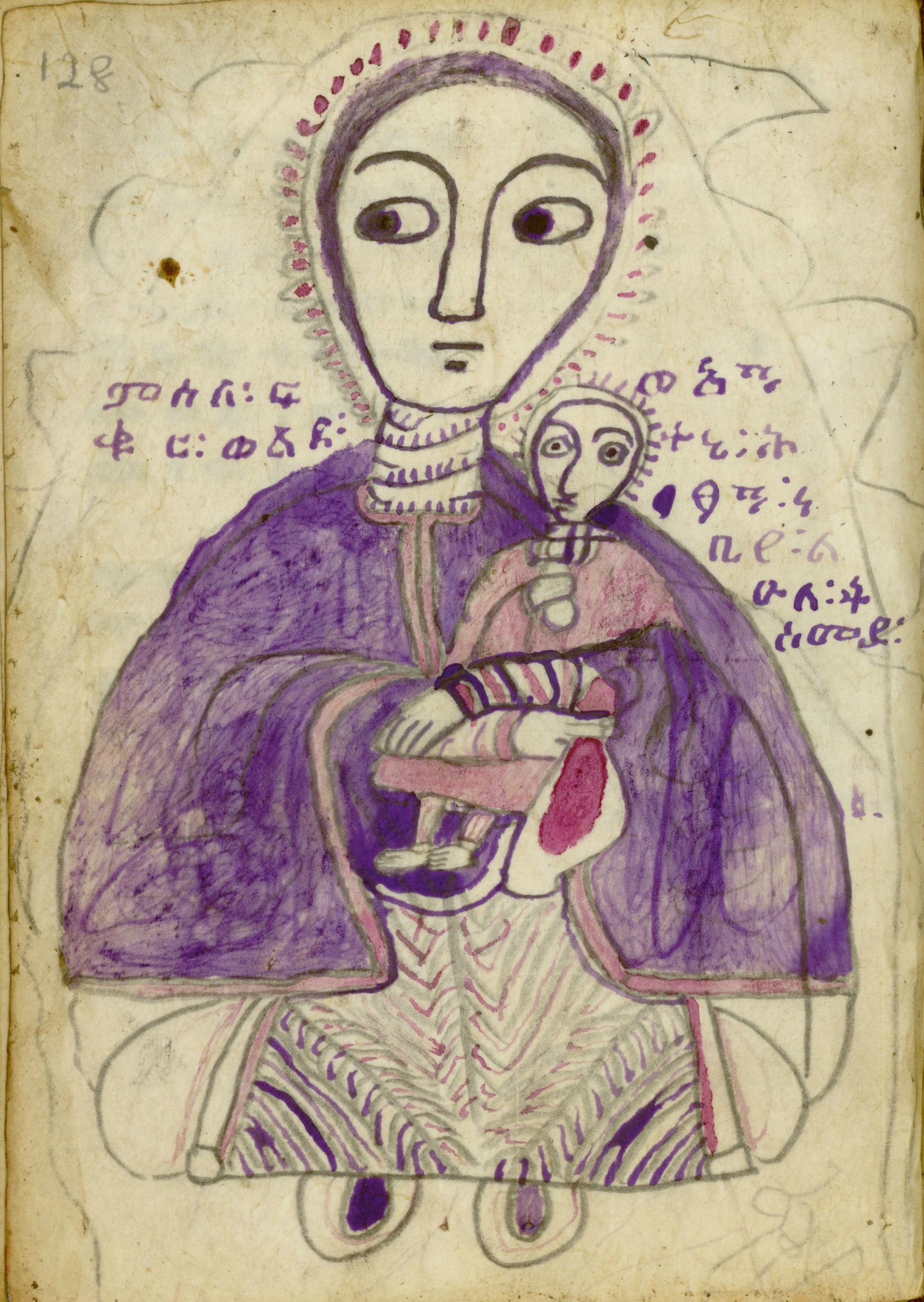
Малюнок Марії, матері Ісуса ' з коханим сином ' олівцем та чорнилом, з рукописної копії Веддасе Марьям (« Encomium of Mary») близько 1875 року.

Церква Тевахедо Канон містить 81 книгу. Цей канон містить книги, прийняті іншими православними християнами.
- У вужчому каноні є Книга Еноха, Книга Ювілеїв та I II III Мекабян. (Вони не пов'язані з грецькими І, ІІ та ІІІ Макавеями, з якими їх часто плутають.) Канонічна Книга Еноха відрізняється від видань рукописів Гееса в Британському музеї та в інших місцях (AQ), що використовуються іноземними вченими (Старозавітний Псевдепіграфа), наприклад, при лікуванні Нефілімів Буття 6.  Поточна версія книги у 81 видана у 1986 році, що містить той самий текст, що й раніше опублікований у Біблійній версії Хайле Селассі, лише з деякими незначними змінами до перекладу Нового Завіту.
- Деякі джерела говорять про «Ширший канон», який ніколи не публікувався як окрема збірка, але, як стверджується, включає весь «Вужчий канон», а також додаткові книги Нового Завіту, які, як стверджується, використовувались ранньою церквою: дві Книги Завіту, чотири Книги Синодоса, Послання Петра до Климента — також відомого як «Ефіопський Климент», і Ефіопський Дідаскалія Апостолорум. Можливо, не всі вони схожі на твори з подібними назвами, відомими на заході. Йосипон, вісім частин ефіопської версії історії єврейського народу, відомий як Псевдо-Йосип Флавій, вважається частиною більш широкого канону, хоча це буде вважатися старозавітним твором.[3]

## Автокефалія після здобуття незалежності Еритреї
Після здобуття незалежності Еритреї від Ефіопії в 1993 році, новий незалежний уряд Еритреї звернувся до Папи Шенуди III з Коптської православної церкви Александрії з проханням про автокефалію.
Напруженість була між Ефіопською та Еритрейською церквами, і жоден представник Ефіопської церкви не брав участі в офіційному визнанні нового автокефального органу. Однак Ефіопська церква визнала автокефальний статус Церкви Еритреї, хоча вона заперечила проти того, як Коптська церква надавала його. Перші два патріархи Еритреї спочатку були архієпископами ефіопської православної церкви Тевахедо, а першим патріархом Абуне Філіпос відвідував Аддіс-Абебу під час спільних зусиль обох Церков з метою вивчення можливого врегулювання прикордонного конфлікту, що розгорівся між двома країнами в 1998 рік. Ці дві церкви залишаються в повному спілкуванні між собою та з іншими церквами орієнтального православ'я, хоча Ефіопська Церква, разом з Коптською Православною Церквою не визнали відкладення третього Патріарха Еритреї та інтронізацію четвертого Патріарха, Абуне Діоскорос.
Першим патріархом Еритреї був Абун Філліпос, який помер у 2004 році, а його наступником став Абун Яків. Правління Абуне-Якова в якості патріарха Еритреї було дуже коротким, оскільки він помер незабаром після його інтронізації, і його наступником став Абун Антоній на посаді третього патріарха Еритреї. Абуне Антоніос був обраний 5 березня 2004 року, а 24 квітня 2004 року інтронований на посаду третього патріарха православної церкви Тевахедо в Еритреї. Шенуда III головував на церемонії в Асмарі разом із Священним Синодом Еритрейської православної церкви та коптською делегацією.

## Подальше читання
- Binns, John (2016). The Orthodox Church of Ethiopia: A History. Tauris. ISBN 1784536954.